# ديف موريسون (لاعب كرة قدم)
ديف موريسون (بالإنجليزية: Dave Morrison)‏ (30 نوفمبر 1974 في المملكة المتحدة - ) هو لاعب كرة قدم بريطاني في مركز الوسط. لعب مع روشدين ودايموندز ونادي بوهيميان ونادي بيتربورو يونايتد ونادي ليتون أورينت ونادي كيدرمينستر هاريرز لكرة القدم ونادي تاموورث ونادي تشيلمسفورد ونادي دوفر أتليتيك وSolihull Moors F.C. ‏ ونادي موور غرين لكرة القدم.

## وصلات خارجية
- ديف موريسون على موقع قاعدة بيانات كرة القدم.إي يو (الإنجليزية)
- ديف موريسون على موقع Soccerbase.com (لاعب) (الإنجليزية)